# Reportorio de todos los caminos de España
El Reportorio de todos los caminos de España es la primera guía de caminos de España y una de las primeras de Europa escrita por Pedro Juan Villuga. Su nombre completo es El Reportorio de todos los caminos de España: hasta agora nunca visto en que allará qualquier viajero que quiera andar muy prouechoso para todos los caminantes. También es conocido como El Reportorio de Villuga.

## Historia
El Repertorio fue publicado por el correo mayor y funcionario de la corte de Carlos I de España, Pedro Juan Villuga, en 1546. Se publicó en Medina del Campo, ciudad comercial conocida por sus negocios y tiendas de lanas, paños, sedas, joyerías y especialmente por sus librerías y colegiatas. Uno de los mercaderes de libros que hicieron fortuna a mediados del siglo XVI fue Juan de Espinosa. Junto con Espinosa y Pedro de Castro, uno de los más importantes impresores de la época, se dio forma a este repertorio, que pronto sería imitado por otros en Europa.
La obra de Villuga, con probabilidad, daría origen al género de las guías de caminos, road-books o guides-routiers. En los años subsecuentes a la publicación del Repertorio otros autores como Charles Estienne en Francia, Cherubinus de Stella en Italia y Richard Grafton en Inglaterra publicaron repertorios similares. En España le precedieron otros que también informaron de las rutas en la península basándose en el trabajo de Villuga, ampliando rutas y corrigiendo distancias:
- 1546 Pedro Juan Villuga. Reportorio de todos los caminos de España.
- 1550 Anónimo. Poste diverse d'Italia, Alemagna, Spagna, e Francia. Con la dichiarazione delle poste, e leghe, e di tutte le più notabili fiere del mondo. In Milano, per il Nava
- 1552 Charles Estienne. Les Voyages de plusieurs endroits de France : et encores de la Terre Saincte, d'Espaigne, d'Italie, at autres Pays.
- 1563 Cherubinus de Stella. Poste per diverse parti del mondo. Et il viaggio di S.Iacomo di Galitia
- 1571 Richard Grafton. The highe wayes from any notable towne in Englande to the Cittie of London.
- 1576 Richard Rowlands. The post of the world. Wherein is contayned the antiquities and original of the most famous cities in Europe.
- 1576 Alonso de Meneses. Repertorio de caminos.
- 1591 Théodore Mayerne. Sommaire description de la France, Allemagne, Italie et Espagne